# Liste der Sozialminister von Thüringen
Dieser Artikel enthält eine Liste der Sozialminister von Thüringen.

## Sozialminister Thüringen (seit 1947)
| Name                                                          | Amtsantritt                         | Kabinett                            | Partei                              |
| Minister für Arbeit und Sozialwesen                           | Minister für Arbeit und Sozialwesen | Minister für Arbeit und Sozialwesen | Minister für Arbeit und Sozialwesen |
| ------------------------------------------------------------- | ----------------------------------- | ----------------------------------- | ----------------------------------- |
| Georg Appell                                                  | 9. Oktober 1947                     | Eggerath I                          | SED                                 |
| Willi Albrecht                                                | 6. Juli 1949                        | Eggerath I                          | SED                                 |
| Minister für Industrie und Aufbau                             |                                     |                                     |                                     |
| Herbert Strampfer                                             | 25. November 1950                   | Eggerath II                         | SED                                 |
| Minister für Wirtschaft und Arbeit                            |                                     |                                     |                                     |
| Herbert Strampfer                                             | 2. Mai 1951                         | Eggerath II                         | SED                                 |
| Von 1952 bis 1990 existierte kein Land Thüringen              |                                     |                                     |                                     |
| Minister für Soziales und Gesundheit                          |                                     |                                     |                                     |
| Hans-Henning Axthelm                                          | 8. November 1990 5. Februar 1992    | Duchač Vogel I                      | CDU                                 |
| Frank-Michael Pietzsch                                        | 16. September 1992                  | Vogel I                             | CDU                                 |
| Irene Ellenberger                                             | 30. November 1994                   | Vogel II                            | SPD                                 |
| Minister für Soziales, Familie und Gesundheit                 |                                     |                                     |                                     |
| Frank-Michael Pietzsch                                        | 1. Oktober 1999                     | Vogel III                           | CDU                                 |
| Klaus Zeh                                                     | 5. Juni 2003 8. Juli 2004           | Althaus I Althaus II                | CDU                                 |
| Christine Lieberknecht                                        | 8. Mai 2008                         | Althaus II                          | CDU                                 |
| Heike Taubert                                                 | 4. November 2009                    | Lieberknecht                        | SPD                                 |
| Minister für Arbeit, Soziales, Gesundheit, Frauen und Familie |                                     |                                     |                                     |
| Heike Werner                                                  | 5. Dezember 2014                    | Ramelow I                           | Die Linke                           |
| Ines Feierabend (kommissarisch)                               | 5. Februar 2020                     | Kemmerich                           | Die Linke                           |
| Heike Werner                                                  | 4. März 2020                        | Ramelow II                          | Die Linke                           |
| Minister für Soziales, Gesundheit, Arbeit und Familie         |                                     |                                     |                                     |
| Katharina Schenk                                              | 13. Dezember 2024                   | Voigt                               | SPD                                 |